# Џексонбург (Западна Вирџинија)
Џексонбург (енгл. Jacksonburg) насељено је место без административног статуса у америчкој савезној држави Западна Вирџинија.

## Демографија
По попису из 2010. године број становника је 182.
| Група             | 2000.    | 2010.        |
| Белци             | 0 (0,0%) | 182 (100,0%) |
| Афроамериканци    | 0 (0,0%) | 0 (0,0%)     |
| Азијати           | 0 (0,0%) | 0 (0,0%)     |
| Хиспаноамериканци | 0 (0,0%) | 0 (0,0%)     |
| Укупно            | 0        | 182          |